# مود ناثان
مود ناثان (بالإنجليزية: Maud Nathan)‏ هي عاملة إجتماعية وسفرجات أمريكية، ولدت في 20 أكتوبر 1862 في نيويورك في الولايات المتحدة، وتوفيت في 15 ديسمبر 1946.

## وصلات خارجية
- مود ناثان على موقع الموسوعة البريطانية (الإنجليزية)